# Owasso
Owasso é uma cidade localizada no estado norte-americano de Oklahoma, no Condado de Rogers e Condado de Tulsa.

## Demografia
Segundo o censo norte-americano de 2000, a sua população era de 18.502 habitantes.
Em 2006, foi estimada uma população de 24.938, um aumento de 6436 (34.8%).

## Geografia
De acordo com o United States Census Bureau tem uma área de
26,0 km², dos quais 26,0 km² cobertos por terra e 0,0 km² cobertos por água.

## Localidades na vizinhança
O diagrama seguinte representa as localidades num raio de 16 km ao redor de Owasso.